# Вивалько Іван Григорович
Іва́н Григо́рович Вивалько (* 13 серпня 1912, Хомутець — сучасний Миргородський район — † 10 січня 1974, Київ) — український вчений в галузі фізіології та біохімії рослин, доктор біологічних наук, професор.

## Життєпис
Народився в сім'ї селянина-бідняка. 1933 року завершив навчання в Хомутецькому сільськогосподарському технікумі; поступив на біологічний факультет Харківського державного університету ордена Трудового Червоного прапора імені О. М. Горького, який закінчив за фахом фізіологія і біохімія рослин.
Працював на педагогічній роботі.
В перші дні нацистсько-радянської війни брав участь у боях на Південно-Західному фронті, отримав важкі поранення. Тривалий час лікувався в госпіталях, 1943 року як інвалід війни другої групи був демобілізований.
1943 року поступив в аспірантуру Середньоазіатського державного університету, там виконував роботу під керівництвом професора А. В. Благовещенського. У зв'язку з від'їздом наукового керівника у Москву Вивалько перевівся в Київ — на аспірантуру при Інституті ботаніки АН УРСР.
1950 року разом з академіком АН УРСР О. І. Душечкіним першими довели, що аміачна форма азоту індукує суттєвіше збільшення кількості вуглеводів і каучуку в каучуконосах й жиру в насінні олійних культур, ніж нітратна.
Захистив дисертацію, кандидат біологічних наук. Працював в Інституті фізіології рослин і агрохімії АН УРСР — молодший, згодом старший науковий співробітник.
Через реорганізацію інституту в 1956 році разом з усім відділом був переведений на роботу в Український науково-дослідний інститут землеробства, до 1962 року інститут входив до складу Української академії сільськогосподарських наук.
Його наукові роботи того часу присвячені вивченню особливостей біосинтезу та нагромадження каучуку, каротиноїдів, вуглеводів й жирів у каучуконосів та олійних культур.
Довів, що утворення відновлювальних речовин генетично пов'язано з використанням продуктів перетворення простих цукрів, азотних і деяких інших сполук, і залежить від виду та форми мінерального живлення рослин.
1961 року захистив докторську дисертацію в Інституті фізіології рослин ім. К. А. Тимірязєва АН СРСР: «Вплив азотного харчування на накопичення безазотистих відновлених речовин в рослинах».
Кінцем 1963 року повертається до праці в Інститут фізіології рослин АН УРСР, до 1973 керував відділом біохімії рослин — по доктору біологічних наук, професору Л. К. Островській.
В дослідницькому колективі протягом в 1964—1969 роках з'ясовували вплив кількостей та форм калійних й фосфорних добрив на функціонування біохімічних процесів, урожай та харчову якість бульб картоплі на осушених торф'яних ґрунтах Київської області.
1969 року надруковано результати спільних багаторічних дослідів з В. К. Лемпіцькою — «Фізіологічні основи застосування добрив під картоплю на осушених торф'яних ґрунтах Української РСР», Київ, «Наукова думка».
Є автором та співавтором понад 80 наукових праць — переважно про механізми біосинтезу та нагромадження запасних сполук у культурних рослинах.
Входив до складу спеціалізованих вчених рад із захисту дисертацій при Інституті фізіології рослин АН УРСР та Українська академія сільськогосподарських наук Українській сільськогосподарській академії.
Був членом Республіканського товариства «Знання», Всесоюзних біохімічного, фізіологічного і ботанічного наукових товариств.
Член редакційної колегії науково-теоретичного журналу «Фізіологія і біохімія культурних рослин».
Нагороджений орденом «Знак Пошани», почесними грамотами, медалями «За доблесну працю в Великій Вітчизняній війні 1941—1945 р.р.» та «За перемогу над Німеччиною в Великій Вітчизняній війні 1941—1945 р.р.».

## Джерело
- Професор Іван Григорович Вивалько. І. П. Григорюк, член-кореспондент НАН України [Архівовано 22 лютого 2014 у Wayback Machine.]